# Étienne Clerissi
Pour les articles homonymes, voir Clerissi.
Étienne Clerissi (1888-1971) est un Monégasque artiste-peintre, aquarelliste, dessinateur, illustrateur, affichiste, calligraphe, architecte, auteur de poèmes et pièces en dialecte mentonasque, et langue monégasque.
Il est aussi Chef de Bureau de l’Administration Monégasque des Travaux Publics, Calligraphe au Palais princier, membre fondateur de la Commission Nationale Monégasque des Beaux-Arts, Président-cofondateur de l’Association des Anciens Élèves de l'École d'Arts Décoratifs et de Dessin Industriel de Monaco, Président-fondateur du Comité national monégasque de  l’Association internationale des arts plastiques (AIAP) de l’UNESCO,,ainsi que directeur du groupe folklorique des Traditions Monégasques.

## Biographie
Né dans la vieille ville de Menton le 7 mars 1888, il passe une grande partie de sa jeunesse à Cap-d'Ail. C’est ainsi qu’il connut des personnalités de l’époque comme les Frères Lumière, dont il put visiter le laboratoire photographique. Il connut aussi le champion cycliste Louis Trousselier, qui lui offrit l’un de ses vélos de course. D'un naturel curieux, il a une jeunesse sportive et culturelle, natation, plongeon, boxe française, alpinisme, musique, dessin, études d’architecture.
Il fut secrétaire du premier maire de Cap-d’Ail à la création de la commune en 1908. Il entre ensuite comme architecte et conducteur de travaux au gouvernement monégasque, où il devient Chef de Bureau de l’Administration Monégasque des Travaux Publics. De là, il entame en parallèle, une carrière artistique prolifique et pluridisciplinaire.
Il est également calligraphe pour le Palais Princier, et divers organismes.
Il est le père de l’artiste peintre Hubert Clerissi et le grand-père de Philippe Clerissi (élu du Conseil national monégasque en 2008).
Amoureux de la nature, qu’il croque sur ses petits carnets de poche tout au long de sa vie, il garde la passion de la montagne, mais aussi de la chasse et de la pêche.
Il décède à Monaco le 27 juillet 1971.

## Carrière artistique
Il est acteur et auteur de poèmes, d’historiettes et pièces de théâtre en dialecte mentonnais et en langue monégasque.
Il est aussi musicien et chanteur, il participe à diverses manifestations artistiques et devient Directeur du Groupe Folklorique des Traditions Monégasque.
Il est créateur de nombreuses maquettes décoratives, décors de fêtes, carnavalesques, batailles de fleurs de style.
Il est architecte et architecte-paysagiste, ce qui lui permet de recevoir diverses récompenses au début de sa carrière.
Il est calligraphe et enlumineur
Il est Affichiste, il a un style précis et moderne, correspondant à la période Art déco.
Il a créé l'affiche PLM, l'affiche de l'Exposition Internationale Philatélique de Monaco en 1928, de la Fête Boréale et du Championnat de Yoles de Mer de Monaco.
Il a participé à diverses éditions pour l’office du tourisme, sans compter les dépliants et brochures de propagande touristique de la Principauté de Monaco.

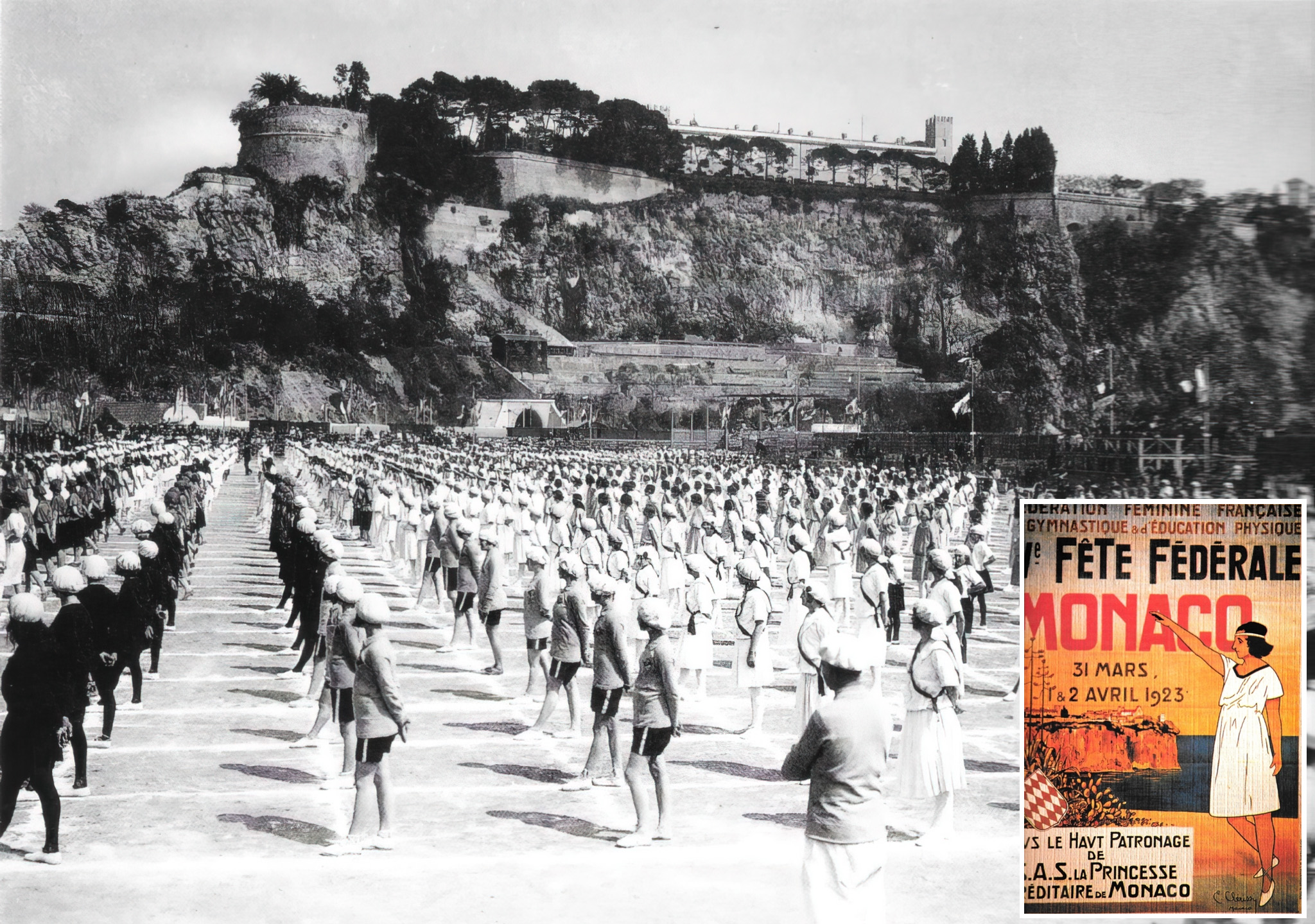
31 mars 1923, présentation des 71 sociétés sportives au cours de la IVe fête fédérale. L’affiche comporte la signature « E Clérissi » en bas à droite.

Plusieurs de ses affiches sont primées, 1er prix de la IVe Fête Fédérale Féminine de Gymnastique (organisée par la Fédération féminine française de gymnastique et d'éducation physique ou FFFGEP) en 1923, 1er prix au concours de projets d’affiches à l’Exposition des Arts Décoratifs de Paris en 1925, qui lui vaut une médaille d’argent et les Palmes d’officier d'Académie décernées par le ministre des Beaux-Arts et de l’Instruction publique français.
Il est l'auteur de 120 planches Les Fleurs des Plantes Grasses éditées en plusieurs séries sur une présentation de Gabriel Ollivier, pour le Jardin exotique de Monaco, dont la première lui vaut la médaille d’or à l’Exposition des Arts et des Techniques à Paris en 1937, la médailles d’or et vermeil aux expositions florales de Monaco, et la médaille d'or aux Floralies de Valenciennes en 1954.

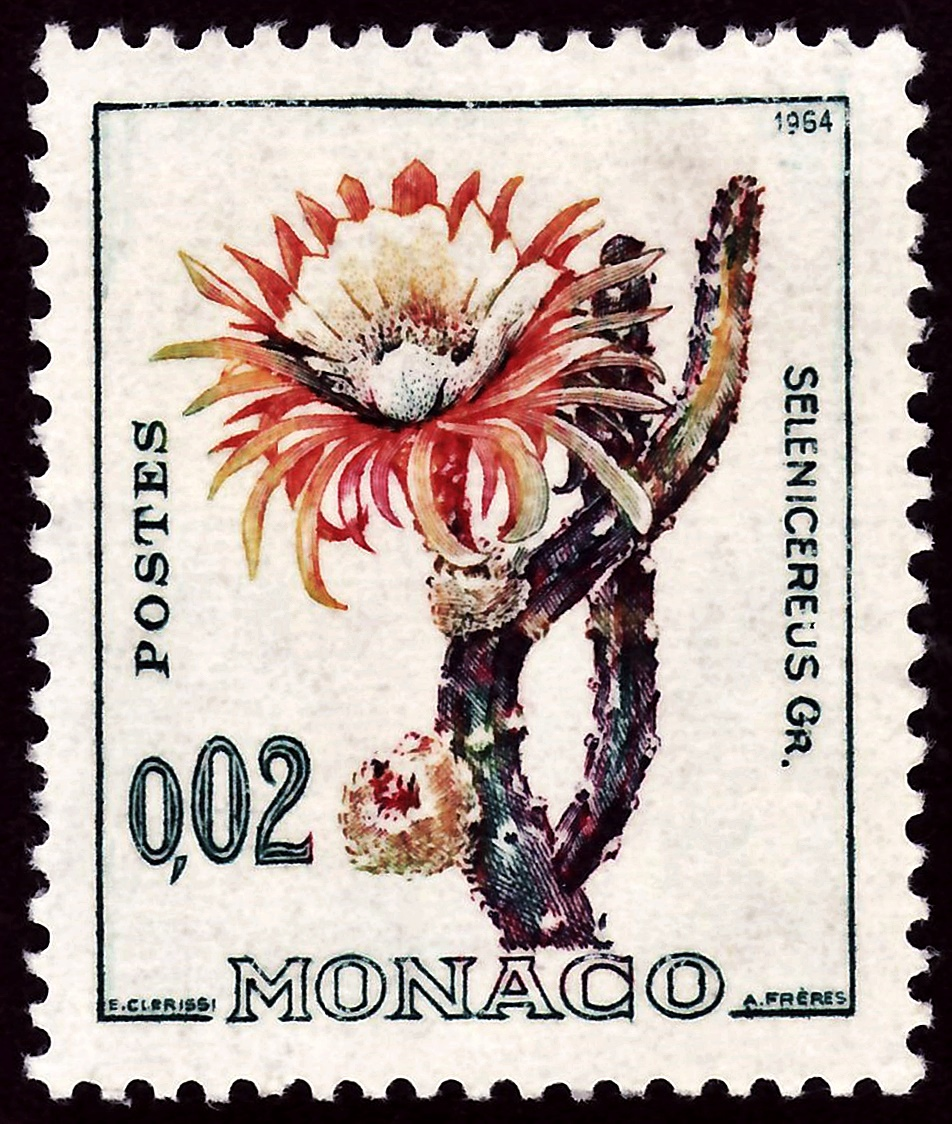
Timbre de Monaco émis en 1964 et portant la mention E. CLERISSI.

Il a participé à de nombreuses éditions de timbres-poste sur les Cactées Jardins et Fleurs Exotiques, ainsi que des timbres en couleur de propagandes touristique et commerciale de la Quinzaine Monégasque.

## Postérité
Pour le centenaire de sa naissance un concours de dessin ouvert aux collégiens a été organisé le 7 mars 1988 au Jardin exotique de Monaco en hommage à son œuvre sur les cactées.

## Ouvrages
- Gabriel Ollivier, Les fleurs des plantes grasses, aquarelles de Étienne Clérissi, éditions Edmond Vairel[24]

1. Volume 1, 1954
2. Volume 2, 1956

## Distinctions
- Officier de l'ordre de Saint-Charles[25].
- Officier d'académie[26].
- Chevalier de l'ordre du Mérite culturel[réf. nécessaire].
- Citoyen d’honneur de la ville de Vichy en 1969[réf. nécessaire]